# Parathesis kochii
Parathesis kochii är en viveväxtart som beskrevs av C.L. Lundell. Parathesis kochii ingår i släktet Parathesis och familjen viveväxter. Inga underarter finns listade i Catalogue of Life.